# Myrmarachne patellata
Myrmarachne patellata este o specie de păianjeni din genul Myrmarachne, familia Salticidae, descrisă de Strand, 1907. Conform Catalogue of Life specia Myrmarachne patellata nu are subspecii cunoscute.